# Spiraea sublobata
Spiraea sublobata är en rosväxtart som beskrevs av Hand.-mazz.. Spiraea sublobata ingår i släktet spireor, och familjen rosväxter. Inga underarter finns listade i Catalogue of Life.